# Johann Jakob von Wunsch

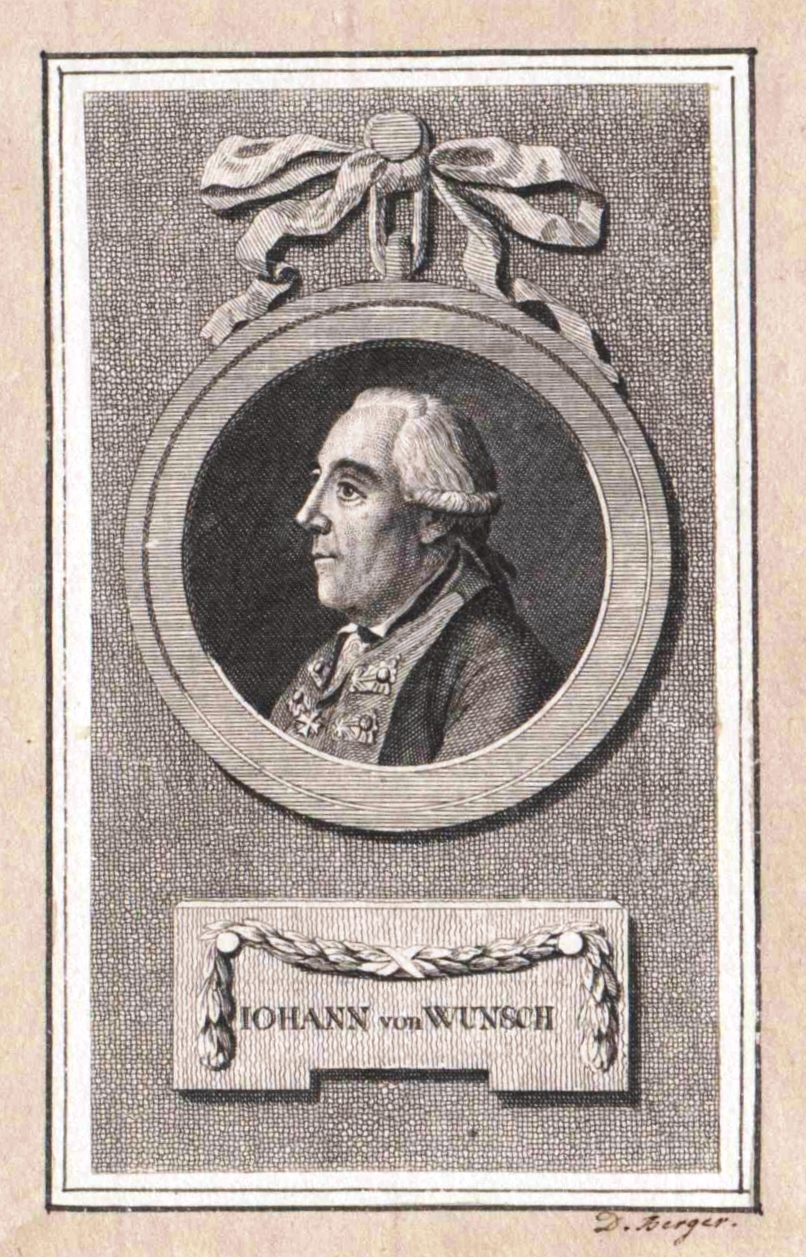
Johann von Wunsch, Porträt von Daniel Berger

Johann Jakob von Wunsch, geboren als Wünsch (* 22. Dezember 1717 in Heidenheim; † 18. Oktober 1788 in Prenzlau) war ein königlich preußischer General der Infanterie.

## Leben
Sein Vater war Kürschner in Heidenheim an der Brenz. Auch sein Großvater Johann Georg Wünsch war um 1680 Bürger und Kürschnermeister zu Heidenheim. Er konnte es sich leisten seinen Sohn auf der Kadettenanstalt ausbilden zu lassen. Er war zunächst in württembergischen Diensten. Sein Regiment kämpfte dann für Österreich auf dem Balkan gegen die Türken. Zwischen 1737 und 1739 nahm er an der Schlachten von Banjaluka, Kornia, Meadia, Kruzla und Panczowa teil. 1739 wurde er Leutnant aber ohne Beförderungsaussicht. So ging er in Bayrische Dienste im Husarenregiment Frangipani (wie der spätere General Nikolaus von Luckner). Im Rahmen des Österreichischen Erbfolgekriegs wurde das Regiment 1745 nach Holland geschickt, wo es an den Schlachten von Rocour (Roucoux) und Lauffeldt beteiligt war. Nach dem Frieden von 1748 blieb er zunächst in Holland.
Mit Beginn des Siebenjährigen Krieges 1756 meldete er sich bei der Preußischen Armee und wurde Oberstleutnant im Freibataillon Angelelli (Ludwig von Angelelli de Malvezzi). Er schlug zahlreiche Verbesserungen in der Heeresorganisation vor und konnte sich auch militärisch auszeichnen.

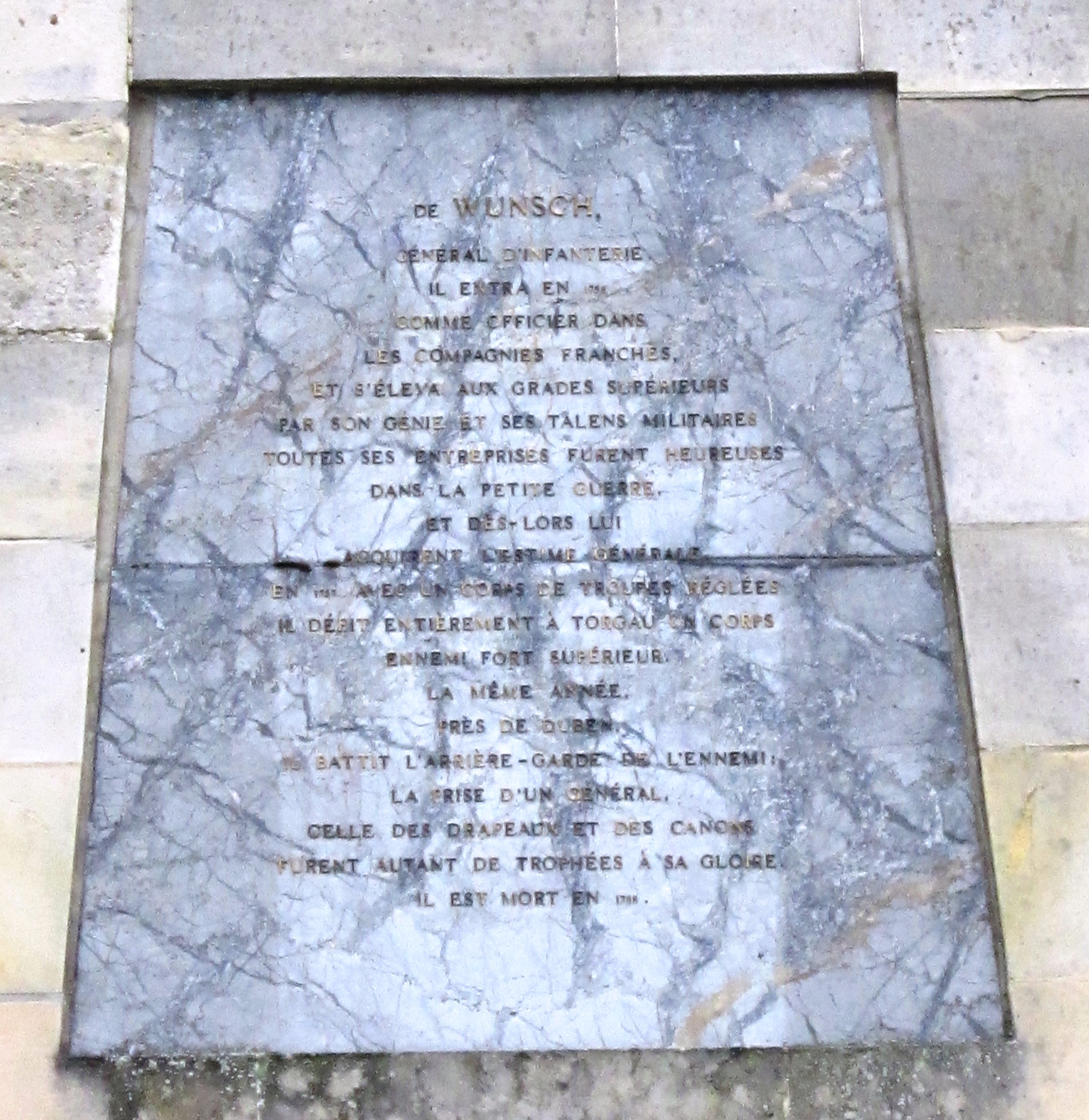
Ehrentafel für J.J.v. Wunsch am Obelisken in Rheinsberg

Er erregte er die Aufmerksamkeit von Heinrich von Preußen und bekam von dessen Bruder, dem König Friedrich II., 1758 die Erlaubnis ein eigenes Freicorps in Halberstadt aufzustellen.
Dieses wurde im Juli 1759 mit zwei weiteren Freibataillonen vereint, nun mit Wunsch als Oberst. Bereits am 10. August 1759 wurde er zum Generalmajor gefördert und schon am 12. August 1759 musste er sich bewähren; nach der Niederlage von Kunersdorf war sein Corps eines der letzten einsatzfähigen, und so bekam er die Aufgabe den Rückzug der geschlagenen Armee zu decken und Berlin von den Österreichern zu schützen. Anschließend marschierte er mit 10.000 bis 12.000 Mann in Sachsen ein.
Am 28. August 1759 besetzte er Wittenberg, 31. August Torgau und besiegte die Österreicher unter Daniel Friedrich von St.Andre am 8. September bei Torgau, am 13. September vertrieb er die Franzosen aus Leipzig und am 29. Oktober besiegte er den General Josef von Brentano bei Kemberg. Dafür wurde er mit dem Orden Pour le Mérite ausgezeichnet.
Am 20. November 1759 wurde er mit neun anderen Generälen im Gefecht von Maxen eingeschlossen. Der Kommandierende General von Finck kapitulierte, während Wunsch einen Ausbruch versuchte und dabei in Gefangenschaft geriet.
Nach dem Krieg kam es 1763 zum Kriegsgericht unter von Zieten über die Kapitulation. Alle Generäle bis auf Wunsch wurden verurteilt. Er erhielt das Regiment Finck zu Fuß. 1771 ernannt in Friedrich II. zum General-Leutnant. Der General nahm noch am Bayerischen Erbfolgekrieg (1778/79) teil und wurde 1787 zum General der Infanterie befördert. Der neue König Friedrich Wilhelm II. verlieh ihm am 22. Mai 1787 den Schwarzen Adlerorden und erhob ihn damit zugleich in den preußischen Adelsstand.
Nachfolger als Kommandeur des Infanterieregiment Nr. 12 wurde Franz Kasimir von Kleist (1736–1808).
Prinz Heinrich von Preußen widmete ihm eine Gedenktafel auf seinem Rheinsberger Obelisken.

## Familie
Er war mit Josephine le Roi verheiratet. Sie hatten einen Sohn.